# Sherman (Mississippi)
Sherman is een plaats (town) in de Amerikaanse staat Mississippi, en valt bestuurlijk gezien onder Lee County en Pontotoc County en Union County.

## Demografie
Bij de volkstelling in 2000 werd het aantal inwoners vastgesteld op 548.
In 2006 is het aantal inwoners door het United States Census Bureau geschat op 619, een stijging van 71 (13,0%).

## Geografie
Volgens het United States Census Bureau beslaat de plaats een oppervlakte van
4,8 km², geheel bestaande uit land. Sherman ligt op ongeveer 101 m boven zeeniveau.

## Plaatsen in de nabije omgeving
De onderstaande figuur toont nabijgelegen plaatsen in een straal van 20 km rond Sherman.